# Векијето (Маса-Карара)
Векијето је насеље у Италији у округу Маса-Карара, региону Тоскана.
Према процени из 2011. у насељу је живело 90 становника. Насеље се налази на надморској висини од 255 м.